# بوهوسلاف كيرشمان
بوهوسلاف كيرشمان (مواليد 15 أبريل 1902) هو مبارز بالسيف تشيكوسلوفاكي، مثّل بلاده في الألعاب الأولمبية الصيفية 1936.

## روابط خارجية
بوهوسلاف كيرشمان على موقع أوليمبيديا (الإنجليزية)
- بوهوسلاف كيرشمان على موقع اللجنة الأولمبية التشيكية (التشيكية)